# Aude Lorriaux
Aude Lorriaux est une journaliste française, spécialiste de l’étude des discriminations et des luttes féministes. Elle est porte-parole du collectif Prenons la une.

## Biographie
En 2000, Aude Lorriaux est en classe préparatoire littéraire au lycée Louis-Le-Grand. Elle obtient une maîtrise de philosophie à l'université Paris-Sorbonne. En 2004, elle intègre l’Institut d'études politiques de Lille. En 2007, elle entre à l’Institut français de presse. Elle complète sa formation en journalisme, par un Graduate School of Journalism à l'université de Californie à Berkeley.
En 2017, elle lance le podcast Vieille Branche, produit par Nouvelles Écoutes de Julien Neuville et Lauren Bastide.
Elle publie en 2018 avec Mathilde Larrère, historienne spécialiste des mouvements révolutionnaires, Des intrus en politique. Femmes et minorités : dominations et résistances. Cette étude fait suite à une série d'entretiens avec des femmes politiques, menés en 2016, avant octobre 2017 et le mouvement MeToo. Elles relatent agressions sexuelles, sexisme, renvoi à leur corps de femmes.
En 2018, elle mène avec la sociologue Julie Ancian le projet de recherche Supprimer les règles ?. Cette étude interroge les résistances sociétales et médicales sur l'aménorrhée volontaire.
En 2018, elle devient, avec Lauren Bastide, porte-parole de Prenons la une, association fondée par Léa Lejeune et Claire Alet pour une meilleure représentation des femmes dans les médias et la défense des victimes de harcèlement et de sexisme. Aude Lorriaux intervient en tant qu’experte sur les inégalités professionnelles entre femmes et hommes, la misogynie, le sexisme dans les médias ou encore la Ligue du LOL.
En avril 2019, Aude Lorriaux est nommée cheffe de rédaction actualités au quotidien 20 Minutes, puis grand reporter Discriminations – Genre en novembre 2019.
En 2019, elle lance avec Marie Kirschen et Nassira El Moaddem le podcast mensuel Le Deuxième Texte, pour présenter des ouvrages féministes sur les questions de genre et de discriminations,.

## Publications

### Ouvrages
- avec Mathilde Larrère, Des intrus en politique : femmes et minorités, dominations et résistances, Paris, Éditions du Détour, 2018, 223 p. (ISBN 979-10-97079-28-4)[8],[3],[9],[10],[11].
- avec Marie Misset et Marine Raut, La thérapie de la vieille branche, Marabout, 2021 (ISBN 9782501158251, OCLC 1273117659)[12],[13].

### Articles
- Aude Lorriaux, « Comment le sexisme s'est solidement ancré dans la médecine française », sur Slate.fr, 5 février 2015 (consulté le 16 janvier 2022)
- Aude Lorriaux, « Les femmes musulmanes sont-elles forcées à porter le voile, comme on l'entend dire? », sur Slate.fr, 30 septembre 2016 (consulté le 16 janvier 2022).